# 恒常性
恒常性（こうじょうせい）ないしはホメオスターシス（希: ὅμοιοστάσις、英: homeostasis）とは、生物において、その内部環境を一定の状態に保ち続けようとする傾向のことである。

## 概説
恒常性は生物のもつ重要な性質の一つで、生体の内部や外部の環境因子の変化に関わらず生体の状態が一定に保たれるという性質、あるいはその状態を指す。生物が生物である要件の一つであるほか、健康を定義する重要な要素でもある。生体恒常性（/生体恒常化作用）とも言われる。
恒常性の保たれる範囲は体温や血圧、体液の浸透圧や水素イオン指数などをはじめ病原微生物やウイルスといった異物（非自己）の排除、創傷の修復など生体機能全般に及ぶ。
恒常性が保たれるためにはこれらが変化したとき、それを元に戻そうとする作用、すなわち生じた変化を打ち消す向きの変化を生む働きが存在しなければならない。これは、負のフィードバック作用と呼ばれる。この作用を主に司っているのが間脳視床下部であり、その指令の伝達網の役割を自律神経系や内分泌系（ホルモン分泌）が担っている。

## 経緯
1859年頃、生理学者クロード・ベルナールは、生体の内部環境は組織液の循環等の要因によって外部から独立している（内部環境の固定性）と提唱した。これを1920年代後半から30年代前半頃に生理学者ウォルター・B・キャノンが古典ギリシア語で同一の状態を意味する「ホメオスタシス」と命名した。

## 「全身状態」
明確な定義はないが、城西国際大学薬学部　臨床医学研究室教授の佐仲雅樹は以下のように述べている。医学的に使われる「全身状態」とは「ホメオスタシス（恒常性）の安定性」を意味し、ホメオスタシスを乱す可能性のある強い刺激や身体的負荷を「侵襲」と表現する。「侵襲」は特定の傷病を指すものではなく、内科的な重症疾患や外傷・手術による出血・壊死・炎症といった「生体組織の大きな損傷」だけでなく、高温環境下の飲水不足による脱水・異物の誤嚥による上気道閉塞、薬物副作用による致死的不整脈といった「組織損傷を伴わない急性の臓器機能不全」なども意味する。

## 調整メカニズム
生体全体の恒常性は、何重もの調整メカニズムによって保たれている。

### フィードバック機構

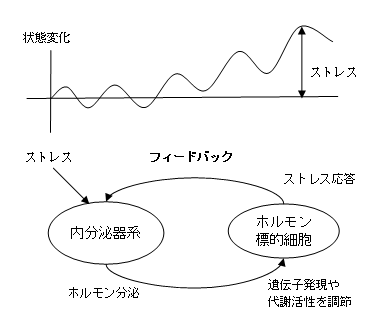
内分泌器系のフィードバック機構
(単純化したイメージ)

視床下部-下垂体を中心とした内分泌器系は、体内のさまざまな恒常性を保つためにフィードバック機構により調整されている。

### 緩衝系
化学緩衝系を構成することにより体液のpHなどを安定化させる機構がある。

## 例

### 体温の恒常性
例えば、鳥類や哺乳類の体温調節機能は、生体恒常性のひとつである。鳥類や哺乳動物は活動時の最適温は40℃付近（種や生理状態でこの温度は異なる）である。これより体温が高い場合は自律神経系や内分泌器系などにより発汗、皮膚血管の拡張で体温を下げようとし体温が低い場合はふるえ（悪寒戦慄）や非ふるえ熱産生（代謝の亢進による発熱）によって体温を上げようとする。反射ではない。
感染症の際に体温が上がるのは、炎症物質によって調節の目標温度が高まるからである。これは、病原体が熱に弱いという性質を利用した抵抗活動である。解熱鎮痛薬はこの目標温度を下げることで解熱させる。

### 血糖の恒常性
また、人体における血糖値の調整作用のしくみ（血糖調節メカニズム）血糖も恒常性をもつ。だが、その血糖調整メカニズム自体、体温調節機能に関係している 。

### 免疫の恒常性
免疫機構は、外部病原体から自己を守るために免疫を亢進させる系と、過剰な免疫亢進を防ぐ免疫抑制系とがある一定のバランスをとって機能しており、これを免疫恒常性という。
生体は外部からの病原体から自己を守る防御機構としての免疫機構を備えているが、その免疫系は自己と非自己とを完全に区別することは出来ない。免疫機能が亢進しすぎた場合、過剰な炎症反応は本来は病原体あるいは異物としてみなす必要のない物質や有用な共生微生物・真菌までをも過剰に攻撃してしまう。最悪の場合は生体自身が産生する物質や生体自身そのものを抗原とみなして攻撃してしまい、これらは結果としてアレルギー性疾患や自己免疫疾患を発症してしまう。一方で免疫が弱すぎれば、外部からの病原体により生体自身が侵されてしまうことになる。免疫恒常性はこのようなことがないように、ある一定のレベルの免疫レベルを維持するものである。

### 色の恒常性
さまざまな照明条件下でも物体の知覚される色が比較的一定に保たれる。これを色の恒常性という。

### 血中カルシウム平衡
血中カルシウム濃度は、甲状腺の働きによりビタミンDやカルシトニンが関与することで平衡を保っている。
ビタミンＤは血中カルシウム濃度が低い状態で関与しカルシウム濃度の低下を阻止する方向に働く。すなわち、
- 腸からのカルシウム吸収促進
- 骨からのカルシウム溶出促進
- 腎臓でのカルシウム排出抑制

カルシトニンは血中カルシウム濃度が高い状態で関与しカルシウム濃度のこれ以上の上昇に歯止めをかける方向に働く。すなわち、
- 腸からのカルシウム吸収抑制
- 骨からのカルシウム溶出抑制
- 腎臓でのカルシウム排出促進